# Globodera pallida
Globodera pallida är en rundmaskart som först beskrevs av Stone 1973.  Globodera pallida ingår i släktet Globodera och familjen Heteroderidae. Arten är reproducerande i Sverige. Inga underarter finns listade i Catalogue of Life.